# Sumire Kikuchi
Sumire Kikuchi (jap. 菊池 純礼 Kikuchi Sumire; * 15. Januar 1996 in Nagano) ist eine japanische Shorttrackerin und Eisschnellläuferin.

## Werdegang
Kikuchi startete international erstmals im Shorttrack bei den Juniorenweltmeisterschaften 2011 in Courmayeur und errang dabei den fünften Platz mit der Staffel. Bei den Olympischen Jugend-Winterspielen 2012 in Innsbruck gewann sie im Eisschnelllauf über 1500 m und im Massenstart und im Shorttrack über 1000 m jeweils die Bronzemedaille. Im Shorttrack-Weltcup debütierte sie zu Beginn der Saison 2013/14 in Shanghai und errang dabei den 43. Platz über 500 m. Bei den Weltmeisterschaften 2014 in Montreal wurde sie Achte mit der Staffel. Im folgenden Jahr gewann sie bei den Juniorenweltmeisterschaften in Osaka die Bronzemedaille mit der Staffel. Bei den Weltmeisterschaften 2015 in Moskau errang sie den vierten Platz mit der Staffel. In der Saison 2015/16 erreichte sie in Dresden mit dem sechsten Platz über 1500 m ihre erste Top-Zehn-Platzierung im Weltcupeinzel und kam dort mit dem dritten Platz mit der Staffel erstmals im Weltcup aufs Podium. Beim Saisonhöhepunkt den Weltmeisterschaften 2016 in Seoul belegte sie den siebten Rang mit der Staffel. In der Saison 2016/17 errang sie in Minsk mit dem vierten Platz über 1000 m ihr bisher bestes Ergebnis im Weltcupeinzel. Bei den Winter-Asienspielen 2017 in Sapporo gewann sie die Bronzemedaille über 1000 m. Im März 2017 holte sie bei den Weltmeisterschaften in Rotterdam die Bronzemedaille mit der Staffel. Zudem belegte sie dort mit dem 34. Platz über 500 m, mit dem 28. Rang über 1000 m und mit dem 20. Platz über 1500 m, den 27. Platz im Mehrkampf. In der Saison 2017/18 lief sie bei den Olympischen Winterspielen 2018 in Pyeongchang auf den 29. Platz über 500 m, auf den 20. Rang über 1000 m, auf den 11. Platz über 1500 m und auf den sechsten Platz mit der Staffel und bei den Weltmeisterschaften 2018 in Montreal auf den 13. Platz im Mehrkampf und auf den fünften Rang mit der Staffel. Im November 2018 wurde sie in Salt Lake City Dritte mit der Staffel.
Kikuchi ist die Schwester von Moemi, Yuki und Ayaka, die allesamt im Eisschnelllauf bzw. Shorttrack aktiv sind.

## Persönliche Bestzeiten

### Persönliche Bestzeiten im Shorttrack
- 500 m      42,829 s (aufgestellt am 5. Februar 2022 in Peking)
- 1000 m    1:28,348 min (aufgestellt am 10. November 2018 in Salt Lake City)
- 1500 m    2:18,769 min (aufgestellt am 21. Oktober 2021 in Peking)

### Persönliche Bestzeiten im Eisschnelllauf
- 500 m      39,12 s (aufgestellt am 23. Oktober 2020 in Nagano)
- 1000 m    1:15,60 min (aufgestellt am 11. Dezember 2022 in Calgary)
- 1500 m    1:57,25 min (aufgestellt am 10. Dezember 2022 in Calgary)
- 3000 m    4:19,43 min (aufgestellt am 26. Dezember 2019 in Nagano)
- 5000 m    7:34,65 min (aufgestellt am 27. Dezember 2019 in Nagano)